# Lagerstroemia menglaensis
Lagerstroemia menglaensis är en fackelblomsväxtart som beskrevs av C.H.Gu, M.C.Ji och D.D.Ma. Lagerstroemia menglaensis ingår i släktet Lagerstroemia och familjen fackelblomsväxter. Inga underarter finns listade i Catalogue of Life.